# Mike Lewis (Ruderer)
Michael „Mike“ Peter Lewis (* 15. April 1981 in Victoria, British Columbia) ist ein ehemaliger kanadischer Leichtgewichts-Ruderer. Er gewann 2008 eine olympische Bronzemedaille.

## Karriere
Der 1,85 m große Lewis begann 1999 mit dem Rudersport. 2001 belegte er bei den U23-Weltmeisterschaften den fünften Platz im Leichtgewichts-Vierer ohne Steuermann, im Jahr darauf siegte er zusammen mit Dave Stephens im Leichtgewichts-Zweier ohne Steuermann. Bei den Panamerikanischen Spielen 2003 in Santo Domingo gewann Lewis zwei Silbermedaillen mit dem Leichtgewichts-Vierer und mit dem Achter. 2004 trat Lewis mit Douglas Vandor im Leichtgewichts-Zweier bei den Weltmeisterschaften in Banyoles an, die beiden erkämpften die Bronzemedaille hinter den Booten aus Dänemark und Italien.
Nach einem Jahr Pause ruderte Lewis 2006 im Leichtgewichts-Vierer. In der Besetzung John Sasi, Mike Lewis, Liam Parsons und Iain Brambell erreichte das Boot den vierten Platz bei den Weltmeisterschaften in Eton mit 1,8 Sekunden Rückstand auf die drittplatzierten Iren. Im Jahr darauf belegten Iain Brambell, Jon Beare, Mike Lewis und Liam Parsons den vierten Platz mit anderthalb Sekunden Rückstand auf Silber und Bronze. In der gleichen Besetzung gewannen die Kanadier bei den Olympischen Spielen 2008 in Peking Bronze hinter den Dänen und den Polen.
2009 war Lewis der einzig verbliebene Ruderer aus der Olympia-Crew. Mit Timothy Myers, John Sasi, Terence McCall und Mike Lewis belegte der kanadische Leichtgewichts-Vierer den elften Platz bei den Weltmeisterschaften in Posen. Nachdem der kanadische Vierer bei den Weltmeisterschaften 2010 und 2011 jeweils nur das C-Finale erreicht hatte, endete die internationale Karriere von Mike Lewis.